# Ophiuche limbopunctata
Ophiuche limbopunctata är en fjärilsart som beskrevs av Embrik Strand 1915. Ophiuche limbopunctata ingår i släktet Ophiuche och familjen nattflyn. Inga underarter finns listade i Catalogue of Life.